# Đông Hà

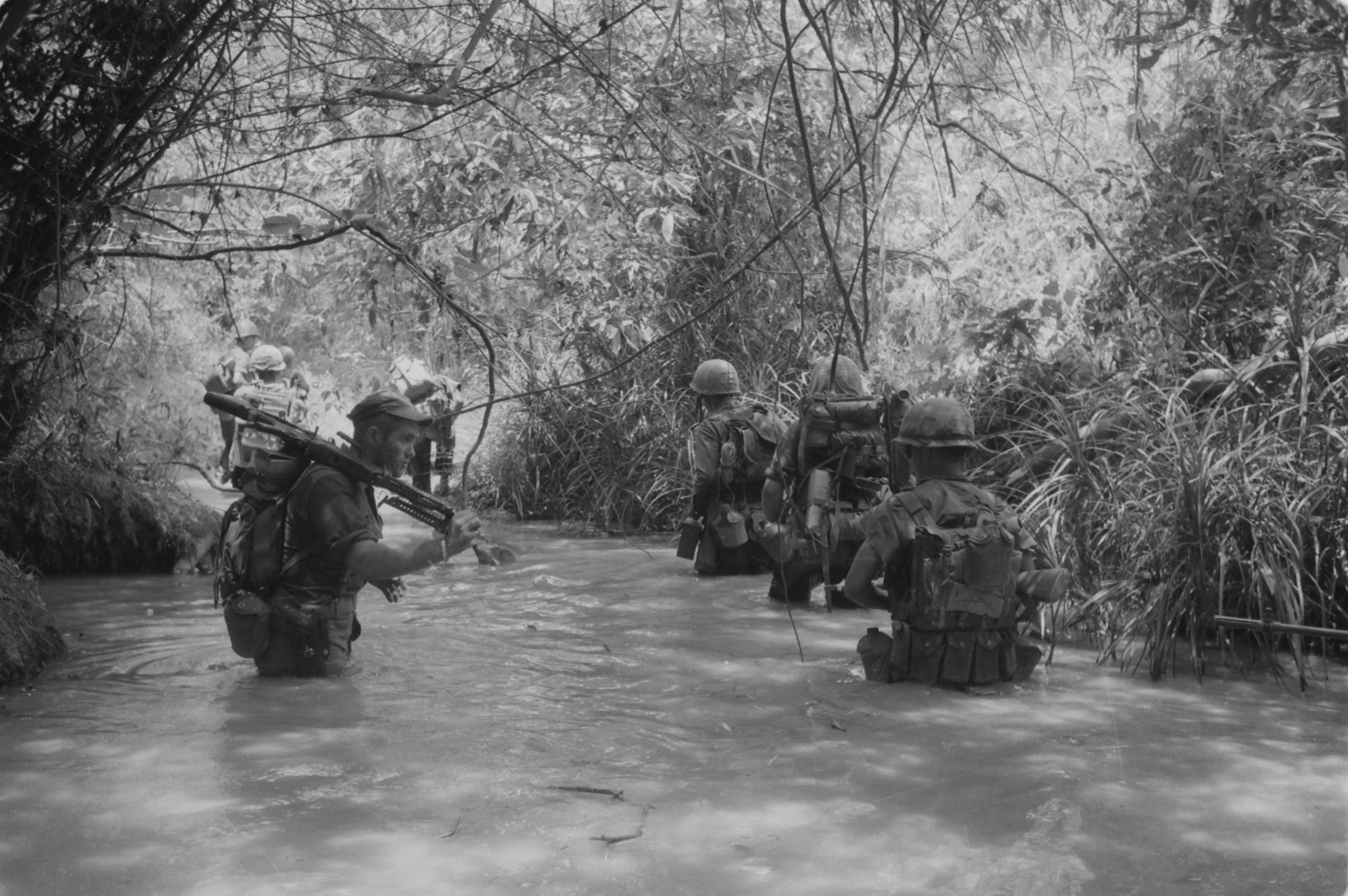
Vietnam Operation Hastings (Đồng Hà)

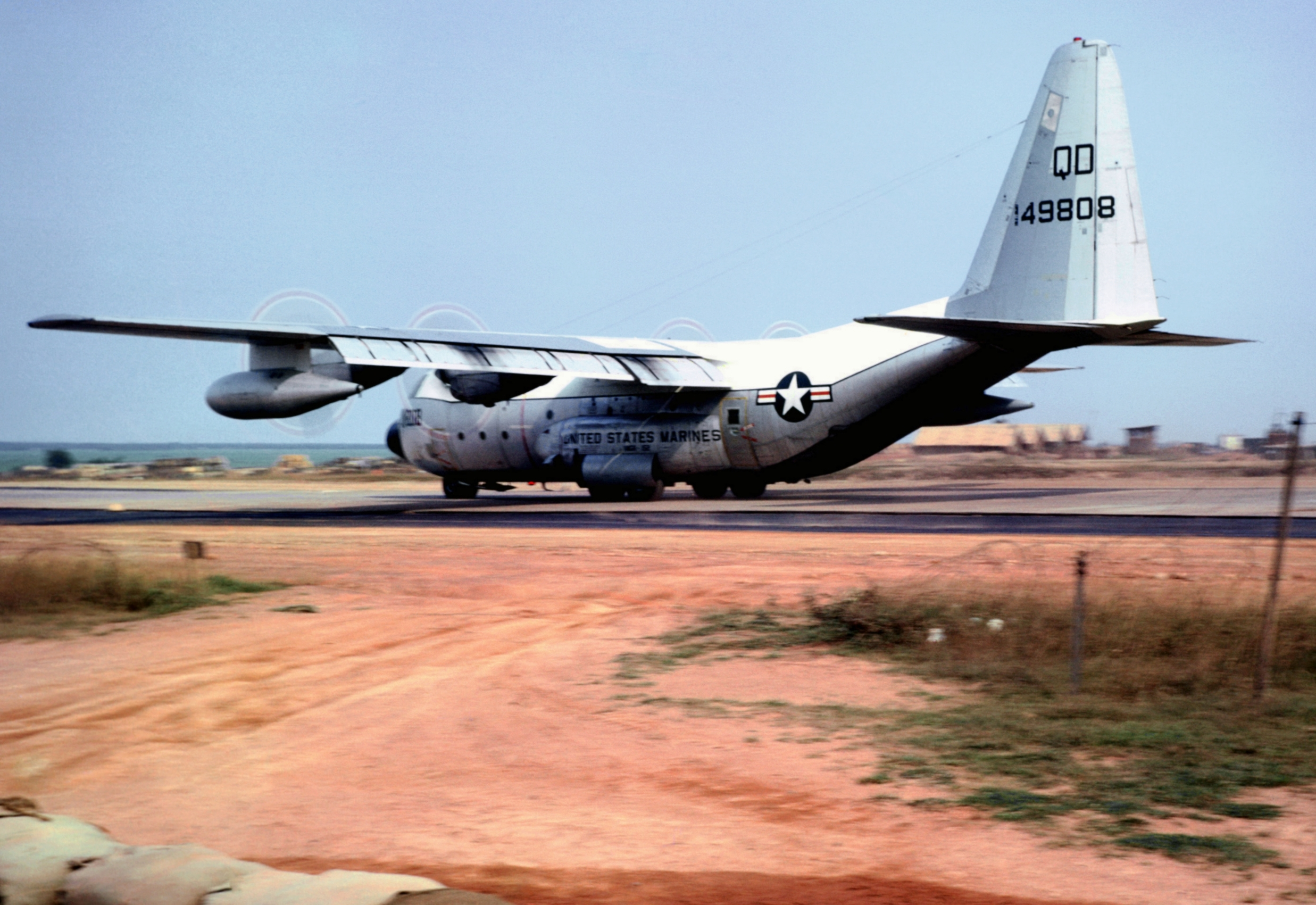
Eine U.S. Marine Corps Lockheed KC-130F Hercules erreicht das Rollfeld des Flughafens von Đồng Hà

Đồng Hà ist die Hauptstadt der Provinz Quảng Trị in Vietnam.
Đồng Hà, liegt am Cam-Lo-Fluss. Die Stadt selbst weist keine Sehenswürdigkeiten oder eine Eigenbedeutung auf, spielt aber als Knotenpunkt nach Laos eine wichtige Rolle. Die Grenze zu Laos liegt von hier aus ca. 80 km westlich entfernt.
Đồng Hà diente während des Vietnamkriegs als Basis der US-Armee. Im Zuge der sogenannten Oster-Offensive (auch: Nguyễn Huệ-Offensive) wurde die Stadt 1972 nahezu komplett zerstört. Das Kriegsende brachte die völlige Zerstörung der Region zu Tage. Die Stadt ist heute daher – mangels Sehenswürdigkeiten – lediglich Ausgangspunkt für Exkursionen nach Khe Sanh und zur DMZ (s. Vietnamkrieg).